# Felsinschrift von Burunkaya
Koordinaten: 38° 23′ 7″ N, 34° 9′ 59,1″ O

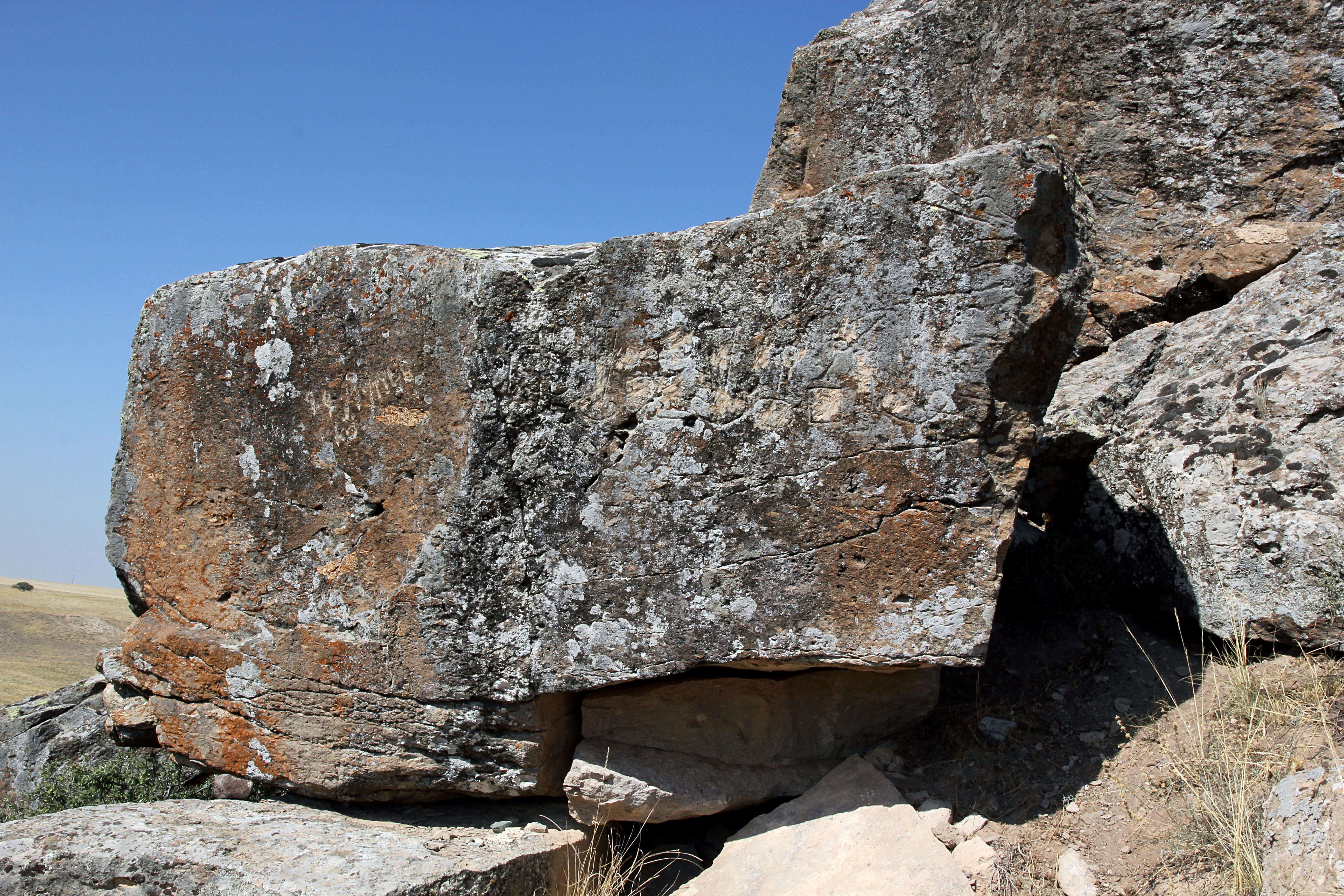
Felsinschrift von Burunkaya (kopfüber)

Die Felsinschrift von Burunkaya (auch Mamasın) ist in luwischen Hieroglyphen verfasst und stammt aus der frühen Zeit der späthethitischen Staaten. Sie wird der Region Tarḫuntašša zugerechnet und ist vermutlich im späten 12. Jahrhundert v. Chr., bald nach dem Untergang des hethitischen Großreichs, entstanden.

## Lage

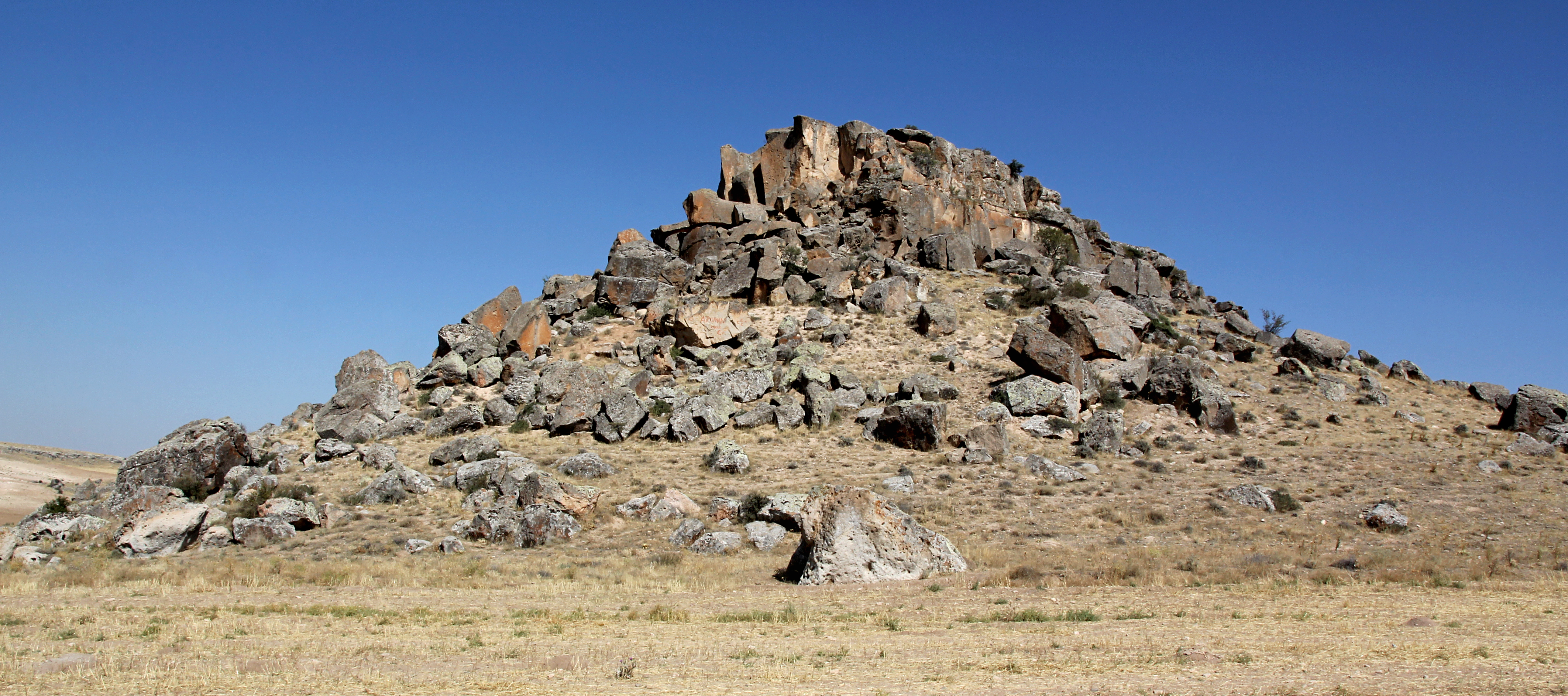
Burunkaya von Süden

Die Inschrift findet sich kopfüber auf einem herabgestürzten Steinblock am Südhang des Burunkaya genannten Felssporns im Süden des Stausees Mamasın Barajı im zentralen Bezirk der türkischen Provinz Aksaray. Von der Fernstraße D-400, die Aksaray mit Nevşehir verbindet, zweigt etwa zehn Kilometer östlich von Aksaray eine Straße nach Süden ab, die ins Ihlara-Tal führt. Bald nach der Abzweigung erreicht die Straße den Stausee und den Ort Gücünkaya. Von dort führt ein Weg über Felder und einen Bachlauf zu dem Felsen, an dessen Hang in etwa halber Höhe der Steinblock mit der Inschrift liegt.

## Erforschung
Entdecker der Inschrift war Oğuz Demir Tüzün, Vorsitzender der lokalen Vereinigung für Museen, Geschichte und Denkmäler. Er berichtete 1971 darüber an die türkische Generaldirektion für Altertümer und Museen. Ein Schreiben der Direktion an die Universität Ankara wurde an den Hethitologen Sedat Alp weitergeleitet, der den Ort im August desselben Jahres mit seinen Assistenten zweimal besuchte. Von ihm stammt die erste Veröffentlichung der Inschrift. Der britische Hethitologe John David Hawkins war 1989 am Burunkaya und beschrieb die Inschrift in seinem Corpus of Hieroglyphic Luwian Inscriptions. Eberhard P. Rossner nahm die Schrift 1988 in seinen archäologischen Führer zu den hethitischen Felsreliefs der Türkei auf, 2014 veröffentlichte der deutsche Architekt Horst Ehringhaus eine ausführliche Beschreibung mit Photos in seinem Buch zu luwischen Felsreliefs.

## Beschreibung
Die auf dem Kopf stehende Inschrift ist in einer Länge von 1,59 Metern erhalten, die Schrifthöhe der ersten Zeile beträgt 30 bis 37 Zentimeter. Die Zeichen sind nicht geritzt, sondern mit feinem Gerät gemeißelt und gut erhalten. Zu erkennen sind noch eine linksläufige Zeile und am linken Rand darunter Spuren der nächsten Zeile. Im Text wird der Herrscher Hartapu genannt, er wird als
Großkönig, Geliebter Tarhunzas, [Sohn] Mursilis, des Großkönigs, des Helden
bezeichnet, die Bedeutung des restlichen Textes ist unklar. Hartapu ist aus den Inschriften vom Karadağ und Kızıldağ (bei Karaman) bekannt, wo er ebenfalls als Großkönig auftaucht. Als sein Vater wurde lange Zeit Muršili III. angenommen, der im 13. Jahrhundert v. Chr. kurzzeitig Großkönig des hethitischen Reichs war, bis er von seinem Onkel Ḫattušili III. abgesetzt wurde. Wenn diese Identifikation stimmte, hätte Hartapu im 12. Jahrhundert v. Chr. direkt nach dem Ende oder noch während der Existenz des hethitischen Großreichs das Land Tarḫuntašša regiert. Darauf weist auch die hier – im Gegensatz zu Karadağ und Kızıldağ – fehlende Flügelsonne über dem Namen hin, die in der Großreichszeit dem dortigen Herrscher vorbehalten war. Seit der Entdeckung der Stele von Türkmen-Karahöyük, einer weiteren Inschrift Hartapus, wird er dagegen ins 8. Jahrhundert v. Chr. datiert.